# 예티

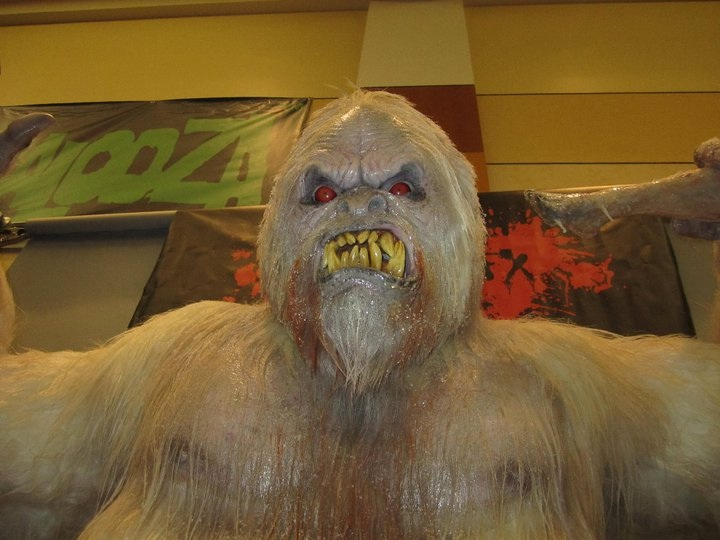

예티(티베트어: གཡའ་དྲེད་, 네팔어: हिममानव, 영어: Yeti)는 히말라야에 있다고 믿어지는 전설적인 유인원과 비슷한 설인(雪人)이다. 지구 상의 다른 지역에서도 유사한 존재들이 보고되고 있다. 예컨대 북아메리카의 ‘빅풋’(bigfoot) 혹은 ‘사스콰치’(Sasquatch) 또는 인도네시아의 ‘오랑 펜덱’(orang pendek) 등이 그것이다. 그 외에도 중국, 오스트레일리아, 러시아 및 아프리카, 스코틀랜드에서도 나온다고 한다.

## 생김새

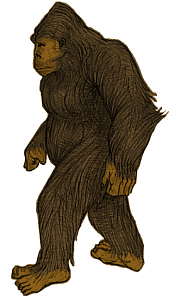
상상한 예티의 모습

사람들의 묘사에 의하면 예티의 키는 대개 2 미터에서 3 미터에 이르고 몸무게는 200 킬로그램 이상이며 발크기는 43 센티미터에 이른다고 알려져 있다. 목격자들 중 한 명인 쥐트티롤 출신 등산가 라인홀트 메쓰너(Reinhold Messner)는 예티를 눈곰(티베트곰)으로 보았다고 한다.

## 의혹
네팔의 쿰부(Khumbu)에 위치하는 쿰중(Khumjung)의 불교 사찰에서는 예티의 것이라는 머리가죽을 지금도 볼 수 있고, 마찬가지로 쿰부의 팡보체(Pangboche)에서도 예티의 머리가죽이 있었으나 지금은 사라지고 없다.
대부분의 학자는 그러한 신화적인 존재의 가능성을 부정한다. 미확인동물학 학자들은 예티를 천만 년에서 백만 년 전에 인도 북부와 중국 남부에서 살았던, 그러나 지금은 멸종된 기간토피테쿠스라고 보고 있다. 그리고 머리가죽도 과학자들이 가져가서 검사했지만, 고산 염소의 머리껍질로 밝혀졌다. 예티를 촬영했다는 필름이 존재하고 있으나, 그 진정성은 아직 밝혀지지 않고 있다.

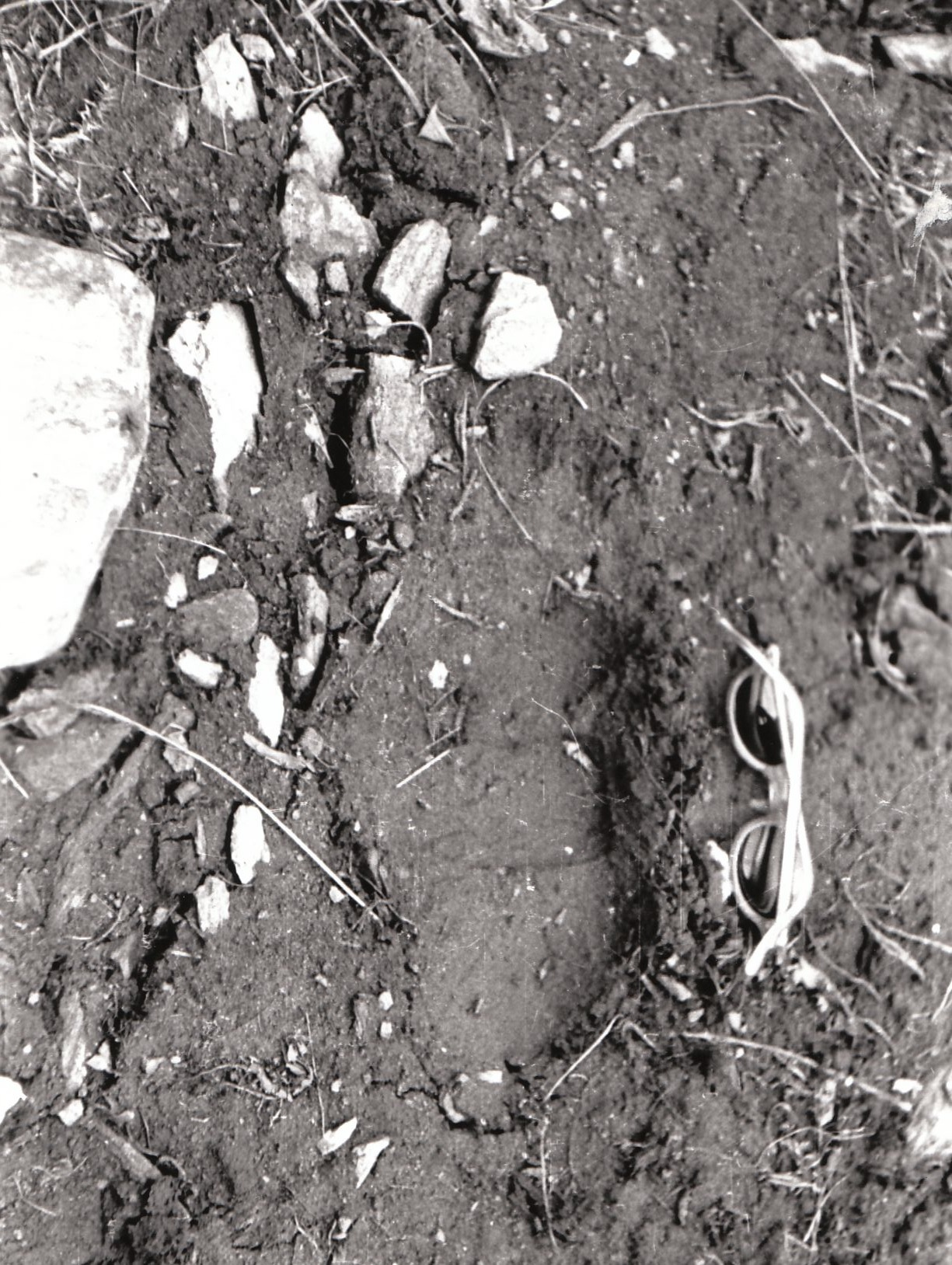
1944년, 예티의 발자국으로 추정되는 사진

1980년 로버트 허친슨이라는 캐나다의 등반가는 '예티 88'이라는 작전명으로 예티의 배설물을 찾아 채집하려고 했다. 그는 다섯 달동안 예티의 위치를 알아내 따라갔지만, 끝내 그는 못 찾고 말았다.

## 같이 보기
- 빅풋
- 설인